# A Horrible Way to Die
A Horrible Way to Die é um filme de terror produzido nos Estados Unidos e lançado em 2010, sob a direção de Adam Wingard. O custo estimado da produção foi de setenta e cinco mil dólares norte-americanos.